# De Dolfijn
De Dolfijn is een zwemvereniging uit Amsterdam, opgericht op 20 juli 1906. Er is de mogelijkheid tot het beoefenen van schoonspringen, synchroonzwemmen, triatlon, waterpolo en wedstrijdzwemmen, het thuisbad van de vereniging is het Sloterparkbad. Veel wedstrijdzwemmers die lid zijn van De Dolfijn trainden bij het Nationaal Zweminstituut Amsterdam.

## Erelijst
Heren:
- Nederlands kampioenschap waterpolo heren

1925-1926, 1930-1931
- Nederlands kampioenschap zwemmen

2004-2005, 2006-2007, 2007-2008, 2008-2009, 2009-2010, 2010-2011, 2011-2012, 2012-2013, 2018-2019

## Competitie
De vereniging is 15-voudig landskampioen in de nationale zwemcompetitie. Vanaf 2005 werd de hegemonie alleen in 2006 onderbroken door DWK Barneveld en in 2013 kwam een einde aan deze reeks. In 2008 werd de naam van de hoogste klasse in de zwemcompetitie gewijzigd van A-klasse naar Hoofdklasse. Na vijf opeenvolgende titels voor PSV Zwemmen uit Eindhoven, werd De Dolfijn in 2019 voor de 15e keer landskampioen.
| Jaar      | Competitie             | Positie |
| --------- | ---------------------- | ------- |
| 2001-2002 | A-Competitie           | 6e      |
| 2002-2003 | A-Competitie           | Zilver  |
| 2003-2004 | A-Competitie           | Brons   |
| 2004-2005 | A-Competitie           | Goud    |
| 2005-2006 | A-Competitie           | Zilver  |
| 2006-2007 | A-Competitie           | Goud    |
| 2007-2008 | A-Competitie           | Goud    |
| 2008-2009 | Hoofdklasse-Competitie | Goud    |
| 2009-2010 | Hoofdklasse-Competitie | Goud    |
| 2010-2011 | Hoofdklasse-Competitie | Goud    |
| 2011-2012 | Hoofdklasse-Competitie | Goud    |
| 2012-2013 | Hoofdklasse-Competitie | Goud    |
| 2013-2014 | Hoofdklasse-Competitie | Zilver  |
| 2014-2015 | Hoofdklasse-Competitie | Zilver  |
| 2015-2016 | Hoofdklasse-Competitie | 4e      |
| 2016-2017 | Hoofdklasse-Competitie | Zilver  |
| 2017-2018 | Hoofdklasse-Competitie | Zilver  |
| 2018-2019 | Hoofdklasse-Competitie | Goud    |

## Bekende (oud-)leden
- Linda Bank
- Inge de Bruijn
- Inge Dekker
- Stefan de Die
- Nick Driebergen
- Uschi Freitag
- Carla Geurts
- Chantal Groot
- Femke Heemskerk
- Ewout Holst
- Johan Kenkhuis
- Lona Kroese
- Frans Kuyper
- Robin Neumann
- Moniek Nijhuis
- Joost Reijns
- Manon van Rooijen
- Jolanda de Rover
- Lennart Stekelenburg
- Kira Toussaint
- Bas van Velthoven
- Joeri Verlinden
- Esmee Vermeulen
- Sebastiaan Verschuren
- Margriet Zwanenburg

## John P. Hauser-beker
Bij het 25-jarig bestaan van De Dolfijn in 1931 werd de John P. Hauser-beker als wisseltrofee ingesteld, oorspronkelijk als prijs voor een Nationale Vierkamp. Tot 1962 werd de wisseltrofee jaarlijks uitgereikt, daarna alleen nog in 1974 en 1980.